# Two of Us (披头士歌曲)
《我们两个》（Two of Us）是一首1969年由保罗·麦卡特尼创作的歌曲，归功于列侬-麦卡特尼的合作伙伴关系。这首歌由披头士乐队于1969年1月31日录制。
“我们两个”最初作为Let It Be (1970) 的开场曲目发行，该曲后来包含在Let It Be... Naked (2003) 中。而1969年1月24日录制的版本则在Anthology 3 (1996) 上发行。

## 创造背景
这首歌最初的标题是“走在回家路上”。伊恩·麦克唐纳（Ian MacDonald）声称歌词（例如：“你和我的记忆/比前方延伸的道路更长”或“你和我在追逐合同/无处可去”）听起来像麦卡特尼可能正在解决与列侬和苹果公司的合同问题。“ You Never Give Me Your Money ”是麦卡特尼与之前发行的专辑不同的作品，但在Let It Be之后录制，Abbey Road也将披头士与艾伦克莱因的合同称为“有趣的文件”。
这首歌的早期版本为电吉他为主的摇滚风格，可以在Let It Be电影和后来的纪录片系列The Beatles: Get Back中看到。麦卡特尼对这种“沉闷”的风格并不满意，于是他们围绕着原声吉他重新创作这首歌。并于1969年1月31日在Apple Studios制作了这首歌的完成版；这场表演被收录在Let It Be电影和专辑中。这段剪辑还在1970年3月1日的The Ed Sullivan Show上播出，作为披头士乐队在节目中的最后一次亮相。
在 1969 年 1 月 24 日这首歌的几次录制之间，乐队开始制作传统利物浦歌曲“ Maggie Mae ”的重唱版本。这首 38 秒的歌曲也将出现在Let It Be专辑中，但在Let It Be... Naked中被删去。当天录制的另一个版本也在Anthology 3上发布。
1969 年 5 月，麦卡特尼用这个标题为这首歌由 Mortimer 乐队制作了一张录音，该乐队是纽约市的三重奏乐组，曾为苹果公司短暂录制过，但这张录音从未发行过。
在Let It Be专辑中，制作人Phil Spector在歌曲的开头中混入了列侬的一句话，他说：“下面是《我挖苦了一个矮人》，由Charles Hawtrey和助听器主演，在第一集中，Doris得到了她的燕麦” ，这一段并不是在本曲期间录制的，而是在录制Dig A Pony期间录制的，并可以在纪录片中看到，Spector描述这种方法这样做是为了给听众造成一种连贯性和一种“住在录音室的感觉”，以贯彻他一直以来的“声墙”概念。在Let It Be... Naked版本中，这一段念白被删除。

## 制作
根据伊恩麦克唐纳的记录：
- 保罗·麦卡特尼  – 主唱，原声吉他
- 约翰·列侬 – 主唱，原声吉他
- 乔治·哈里森  –主音吉他（六弦 Fender Telecaster 的贝斯部分）
- 林戈·斯塔尔  – 鼓 （鼓面垫了棉布）